# Dennis Smith
Dennis Smith (Reading, 2 augustus 1969) is een Engelse darter, die speelt bij de WDF. Hij speelde  jaren bij de PDC, maar heeft nog nooit een groot toernooi gewonnen.
In 2005 bereikte hij de kwartfinale van het World Matchplay, waardoor hij wat zelfvertrouwen kreeg. Daarna haalde hij de halve finale van het World Grand Prix en de laatste zestien op het Ladbrokes World Darts Championship. Zijn beste resultaat op het WK is een halve finale in 2000.
In 2007 haalde hij de kwartfinale van de Las Vegas Desert Classic, waar hij werd verslagen door John Part.
Smith staat erom bekend dat hij veel moeite heeft met de warmte op het podium. Verder heeft hij een aparte techniek om zijn pijlen te gooien. Hij draait zijn darts eerst helemaal om, zodat de flight naar het bord wijst, vervolgens draait hij ze weer terug en dan pas gooit hij.

## Resultaten op Wereldkampioenschappen

### PDC
- 1995: Kwartfinale (verloren van John Lowe met 0-4)
- 1996: Laatste 24 (groepsfase)
- 1997: Laatste 24 (groepsfase)
- 1998: Laatste 24 (groepsfase)
- 1999: Kwartfinale (verloren van Peter Manley met 0-4)
- 2000: Halve finale (verloren van Phil Taylor met 0-5)
- 2001: Laatste 16 (verloren van John Part met 2-3)
- 2002: Laatste 16 (verloren van Ronnie Baxter met 1-6)
- 2003: Kwartfinale (verloren van Phil Taylor met 3-5)
- 2004: Laatste 16 (verloren van  Bob Anderson met 3-4)
- 2005: Laatste 32 (verloren van  Bob Anderson met 2-4)
- 2006: Laatste 16 (verloren van Peter Manley met 3-4)
- 2009: Laatste 16 (verloren van  Mervyn King met 1-4)
- 2011: Laatste 64 (verloren van Andy Hamilton met 0-3)
- 2012: Laatste 64 (verloren van Simon Whitlock met 0-3)
- 2014: Laatste 64 (verloren van Adrian Lewis met 0-3)

## Resultaten op de World Matchplay
- 1994: Laatste 16 (verloren van Shayne Burgess met 4-8)
- 1995: Laatste 32 (verloren van Cliff Lazarenko met 6-8)
- 1997: Laatste 16 (verloren van Rod Harrington met 2-8)
- 1998: Laatste 32 (verloren van Steve Brown met 4-8)
- 1999: Laatste 32 (verloren van Gary Mawson met 10-12)
- 2000: Laatste 16 (verloren van Steve Brown met 11-13)
- 2001: Kwartfinale (verloren van Martin Adams met 12-16)
- 2002: Laatste 32 (verloren van Steve Brown met 7-10)
- 2003: Kwartfinale (verloren van Phil Taylor met 7-16)
- 2004: Laatste 16 (verloren van Andy Jenkins met 15-17)
- 2005: Kwartfinale (verloren van Ronnie Baxter met 10-16)
- 2006: Laatste 32 (verloren van Ronnie Baxter met 4-10)